# لونجفيرس (باد كاليه)
لونجفيرس، باد كاليه (بالفرنسية: Longvilliers, Pas-de-Calais)‏ هي بلدية تقع في إقليم باد كاليه من منطقة نور با دو كاليه في شمال فرنسا. تبلغ مساحة هذه المدينة 10.99 (كم²)، وترتفع عن سطح البحر 40 م، يبلغ عدد سكانها 235 نسمة حسب إحصاء المعهد الوطني للإحصاء والدراسات الاقتصادية سنة 2009 م. وترأس Yves Martel البلدية خلال فترة (2008-2014).